# 臧熹
臧熹（375年—413年），字義和，東莞莒縣人。東晉末年人物，本身亦是南朝宋外戚，是武敬皇后臧愛親及金紫光祿大夫臧燾之弟。

## 生平
臧熹與哥哥臧燾都愛好經籍，而晉隆安年間戰事不斷，臧熹就練習騎射，想要藉軍事立下功勳。元興三年（404年）隨姐夫劉裕起兵討伐桓玄，行參鎮軍軍事，後轉員外散騎侍郎，跟著又再參鎮軍軍事，領東海太守，並因參與討伐桓玄的功勞封始興縣五等侯。後又曾參車騎及中軍軍事。義熙五年（409年），劉裕想要北伐南燕，朝中大臣大多反對，惟臧熹、孟昶等數人支持，最終劉裕出兵時臧熹想要隨軍但不果，改任建威將軍、臨海太守。
臨海郡在當時經歷過孫恩之亂後破壞嚴重，臧熹上任後重整法規和秩序，招集流散的居民，召得千多戶郡民回來。次年盧循之亂時孫處經海路進攻盧循根據地番禺，水軍經過臨海郡時得到臧熹支援，軍隊才得充足物資破敵。後受徵為散騎常侍。
義熙八年（412年），劉裕出兵進攻荊州刺史劉毅，臧熹也以寧朔將軍身分隨軍。次年，劉裕命朱齡石出兵譙蜀，臧熹以寧朔將軍領建平、巴東二郡太守，率兵出中水。時蜀將譙撫之屯牛髀，譙小苟屯打鼻，臧熹地後擊斬了譙撫之，譙小苟及其他隨近營壘都望風潰退，協助晉軍滅亡譙蜀。可是臧熹在蜀地卻患病，於當年在牛髀縣去世，時年三十九歲，朝廷追贈光祿勳。

## 性格特徵
- 臧熹早年曾和溧陽縣令阮崇打獵，習騎射的他遇到老虎突圍，其他同行獵者都四散，臧熹就徑前射擊，一箭射倒老虎。
- 臧熹隨劉裕等攻下建康，並受劉裕所命入宮收取圖書器物反封閉府庫。劉裕見到當時宮中的金飾樂器，就故意問臧熹有沒有享樂慾望，然臧熹卻一面正經地指出皇帝尚被逼在外，沒有心情享樂。

## 子女
- 臧質，臧熹子，南朝宋將領，曾在元嘉北伐中堅守盱眙城，宋孝武帝即位後與南郡王劉義宣等起兵，為孝武帝討平，被殺。
- 臧氏，臧質妹，嫁羊沖。